# SICO Technology
SICO Technology est une société égyptienne qui fabrique des téléphones mobiles, des tablettes et une variété de téléphones mobiles et de smartphones 3G/4G, dont le smartphone Nile X fabriqué en Égypte. Elle a été fondée en 2003 et son Quartier général se trouve au centre-ville du Caire, en Égypte,. Le nom de l'entreprise ressemble à sa nature d'activité : une entreprise de l'industrie du silicium pour la fabrication de technologies et de produits de télécommunication.
En décembre 2017, la société a annoncé lors de la conférence annuelle CairoICT la production de smartphones Android 4G fabriqués localement dans son usine égyptienne située dans la zone industrielle de la ville d'Assiout,,,.

## Historique de l'entreprise
SICO trouve ses racines dans une ancienne entreprise privée de boissons gazeuses fondée en 1948 et célèbre pour ses boissons gazeuses. Cependant, dans les années 1960, elle est devenue publique sous le nom de SICO Égypte et est devenue l'embouteilleur local de Coca-Cola, ce qu'elle est toujours aujourd'hui.
En 2003, l'ingénieur Mohamed Salem, fils du fondateur de l'ancienne société, l'a relancée en se concentrant sur l'électronique. Elle fournissait initialement des services de sécurité électronique et d'automatisation aux entreprises des secteurs privé et public et aux banques en Égypte.
En 2013, la société a commencé à pénétrer le marché des appareils électroniques en fabriquant des appareils dans des usines en Chine sous la marque SICO et en formant des ingénieurs égyptiens là-bas et en Allemagne, jusqu'à ce qu'elle commence à s'associer à la Silicon Oasis Company, une entreprise publique affiliée au ministère égyptien des Communications et des Technologies de l'information. L'usine a été installée dans le nouveau parc technologique d'Assiout et produit actuellement 45 % des composants des téléphones mobiles commercialisés sous la marque avec l'aide de 500 ingénieurs, dont près de 200 sont des résidents du gouvernorat d'Assiout,.